# Ford Crown Victoria Police Interceptor
O Police Interceptor é uma versão do Ford Crown Victoria produzida especialmente para a polícia. Foi um dos veículos mais utilizados pelas forças policiais dos Estados Unidos e Canadá, e o mais querido. Considerado o sucessor das versões antigas preparadas para a polícia do Chevrolet Caprice. O veículo é comumente chamado de Crown Vic ou apenas Vic.

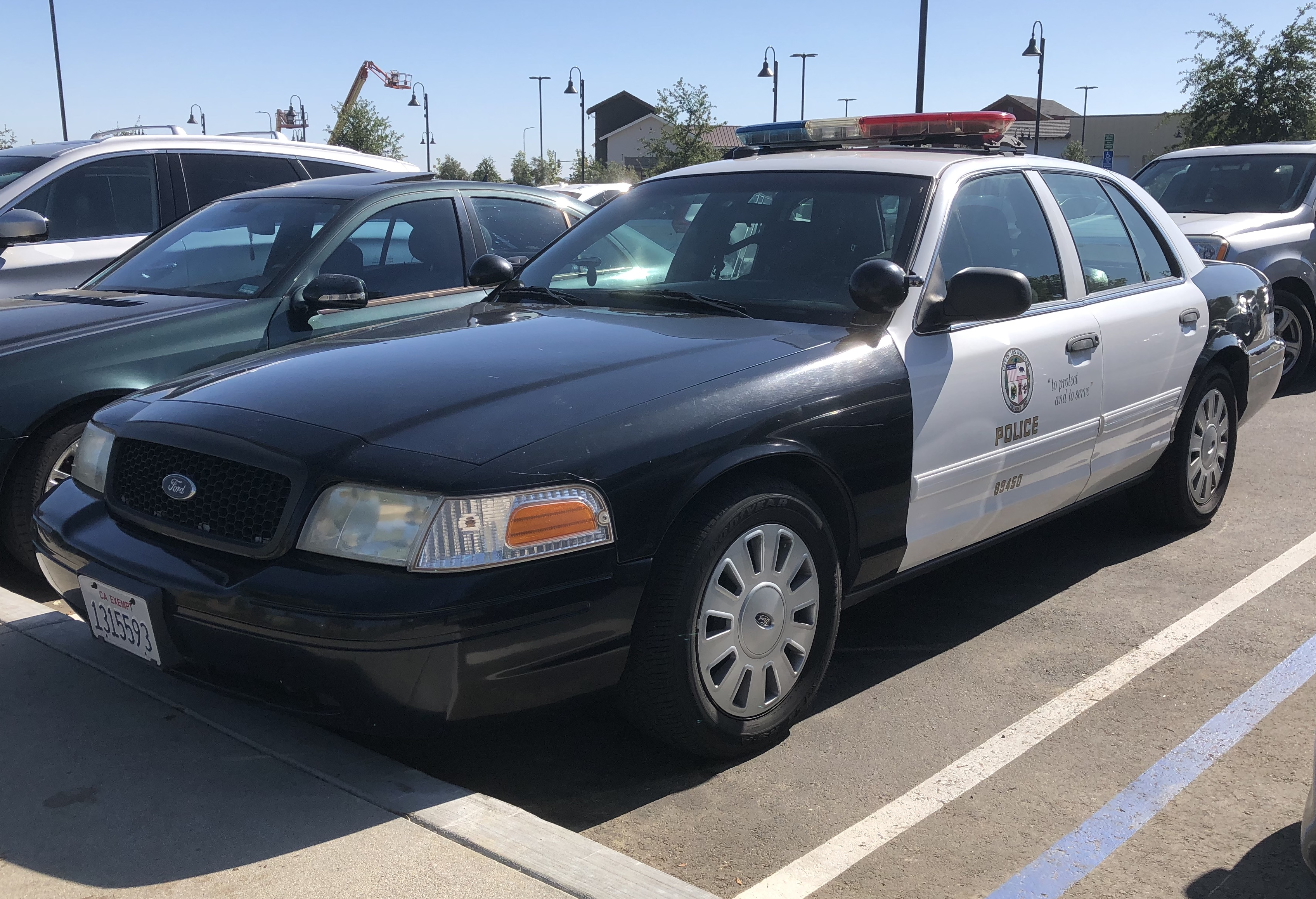
Modelo utilizado pela Polícia de Los Angeles (LAPD).

O carro possui diversas diferenças do Crown Victoria utilizado pelos civis, incluindo modificações no chassis (o que facilita a execução da manobra PIT).
A produção do Crown Victoria foi descontinuada em 2011 e substituída pelo Ford Taurus até 2019, quando foi substituído pelo Police Interceptor Utility, SUV utilitário da marca.